# Abdullah Öcalan

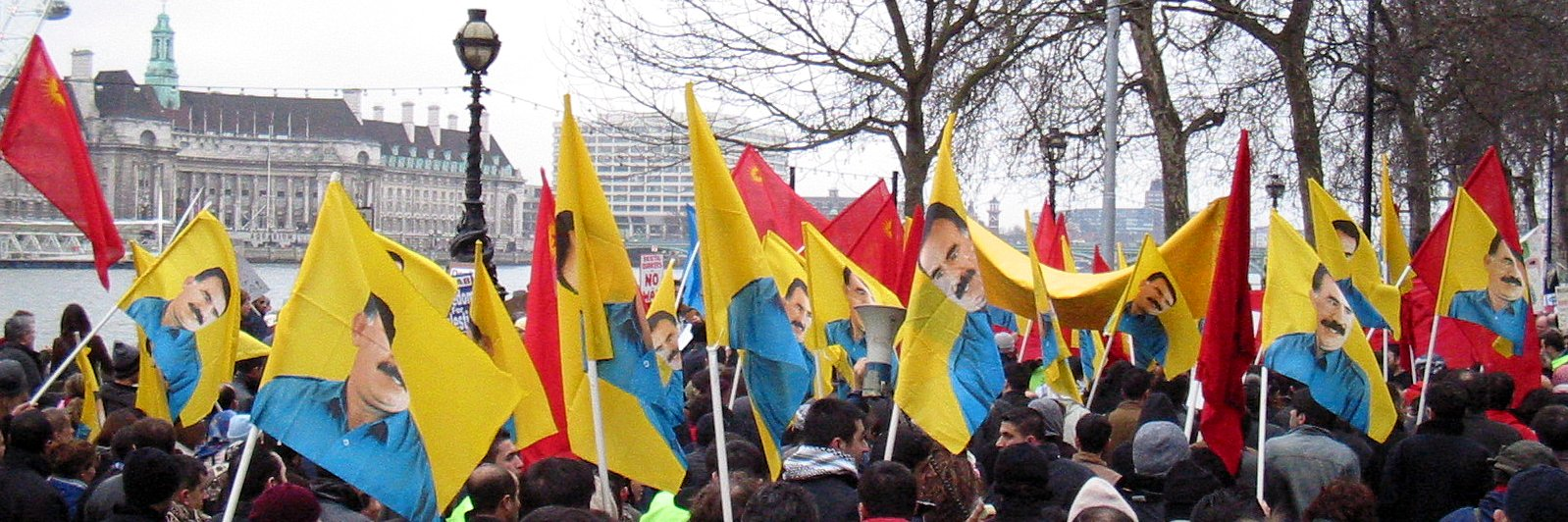
Londen, april 2003: Tijdens een demonstratie zwaaien PKK-aanhangers met vlaggen met de afbeelding van Öcalan

Abdullah Öcalan (Ömerli, Şanlıurfa, Turkije, 4 april 1949) is een links politiek denker en medeoprichter van de Koerdische Arbeiderspartij (PKK), een gewapende separatistische groepering die strijdt voor Koerdische autonomie. Öcalan werd op 15 februari 1999 in Kenia door de Turkse Rode baretten gearresteerd met behulp van de Israëlische inlichtingendienst Mossad en werd door een Turks gerechtshof ter dood veroordeeld. Zijn straf werd later onder druk van de Europese Unie omgezet in levenslang. Van 1999 tot 2009 was hij de enige gevangene op het eiland İmralı, in de Zee van Marmara.
Vanuit de gevangenis heeft Öcalan verschillende boeken over het democratische confederalisme gepubliceerd, een voorstelling van een participatorische en democratische samenleving. Deze werken zijn deels opgebouwd uit zijn verdediging tijdens zijn proces, en deels als manuscripten uit de gevangenis gesmokkeld, de meest recente in 2012. Onder Koerden staat Öcalan ook bekend als Apo (afkorting voor Abdullah en "oom" in het Koerdisch), Reber (kameraad) en Serok (leider). Daarnaast is Öcalan de bedenker van de term Jineologie, Koerdisch voor vrouwenwetenschappen ("Jin" betekent vrouw).
De ideeën van het democratische confederalisme worden onder de naam Democratische Federatie van Noord-Syrië in praktijk gebracht in het noorden van Syrië, net als in andere gebieden waar de PKK en diens zusterorganisaties veel invloed hebben, zoals het vluchtelingenkamp Makhmur in Noord-Irak.

## Levensloop
Öcalan werd geboren in Ömerli, een dorpje in het district Halfeti van de provincie Şanlıurfa in het zuidoosten van Turkije in 1948. Na de middelbare school verliet hij zijn dorp om politicologie te studeren in Ankara. Na afronding van zijn studie werd hij ambtenaar in de stad Diyarbakir en werd hij lid van de Democratische culturele Associatie van het Oosten, een organisatie die beweerde op te komen voor de rechten van de Koerden. In 1978 werd de PKK opgericht, waarvan Öcalan de leider werd.
In 1984 startte de PKK een gewapend conflict waarbij zowel Turkse regeringstroepen als burgers werden getroffen om een onafhankelijke Koerdische staat af te dwingen. De PKK werd hierop gelinkt aan wapen- en drugshandel, wat ertoe leidde dat de Verenigde Staten, de Europese Unie, de NAVO, Syrië, Australië, Turkije en andere landen de PKK op hun lijst van terroristische organisaties plaatsten. Duitsland zegt echter dat er geen bewijs is dat de PKK betrokken is bij drugshandel.
Later vluchtte Öcalan naar Syrië. Hier werd hij in 1998 na dreigementen van Turkije het land uitgezet waarna hij naar Rusland en diverse andere landen reisde. Hij verbleef enige tijd in Kenia, waar hij op 15 februari 1999 werd gearresteerd.
Öcalan werd in afzondering opgesloten op het eiland İmralı in de Zee van Marmara. Tijdens dit verblijf werd hem enige tijd het contact met zijn advocaat ontzegd. Öcalan werd in eerste instantie ter dood veroordeeld, maar later werd deze straf omgezet in levenslang. Daar bevindt hij zich in permanente isolatie, en heeft hij slechts sporadisch contact met zijn advocaten.
Op 12 mei 2005 oordeelde het Europees Hof voor de Rechten van de Mens dat het proces tegen Öcalan niet eerlijk was verlopen en dit opnieuw zou moeten worden gevoerd. Turkije is lid van de Raad van Europa en wordt geacht zich aan dit oordeel te houden, hoewel het daar strikt genomen niet verplicht toe is.
In 2015, en opnieuw in 2025, deed Öcalan een oproep tot de PKK en alle verzetsgroepen om de wapens neer te leggen. Op 12 mei 2025 raakte bekend dat de PKK had besloten zich op te heffen en de wapens neer te leggen. De aankondiging volgde enkele dagen na een partijcongres in Noord-Irak.